# Maala
Maala (în arabă معلة) este o comună din provincia Bouira, Algeria.
Populația comunei este de 5.296 de locuitori (2008).